# Mittelpunktsiedlung
Eine Mittelpunktsiedlung ist in der Archäologie und der Geschichtswissenschaft ein lokales Machtzentrum, von dem aus das nähere Umland regiert wurde. Verwendet wird der Begriff in diesem Sinne für Siedlungen von der Bronzezeit über die Eisenzeit bis zum Frühmittelalter. Beispiele für Mittelpunktsiedlungen sind unter anderem der Glauberg in Hessen und das Walberla in Oberfranken.
In der Raumordnung gilt der Begriff Mittelpunktsiedlung als veraltet und tritt selten an die Stelle von Zentraler Ort.